# EncFS
EncFS – wieloplatformowy (Linux, FreeBSD, OS X), kryptograficzny system plików (program komputerowy), pozwalający na niezależne od aplikacji szyfrowanie/deszyfrowanie katalogów bez modyfikacji jądra.
EncFS pozostawia jednak widoczną strukturę katalogów i wielkość zbiorów. Wady tej nie mają programy szyfrujące całe partycje (np. loop-aes, kłopotliwy w instalacji).

## Polecenia
| encfs ~/.a ~/tajny    | – udostępnia, a jeżeli ich nie ma, to tworzy katalog „~/.a” do przechowywania zaszyfrowanych danych i montuje jako „~/tajny” |
| fusermount -u ~/tajny | – ukrywa katalog „tajny” |